# Alexa Scimeca Knierim
Alexa Scimeca Knierim (* 10. Juni 1991 in Addison, Illinois) ist eine US-amerikanische Eiskunstläuferin. Zusammen mit Brandon Frazier wurde sie 2022 Weltmeisterin im Paarlauf.

## Persönliches
Im Jahr 2016 heiratete Alexa Scimeca ihren damaligen Partner im Paarlauf Chris Knierim. Sie nahm daraufhin den Namen Alexa Scimeca Knierim an. In Wettbewerben wird sie oft nur unter dem Namen Knierim geführt, das aktuelle Paar also als Knierim/Frazier.

## Karriere
Alexa Scimeca begann im Alter von sieben Jahren mit dem Eiskunstlauf. Sie trainierte von 2022 bis 2012 im Paarlauf mit Ivan Dimitrov, ab 2012 zusammen mit Chris Knierim in Colorado Springs bei Dalilah Sappenfield. Bei der ersten Teilnahme an den US-amerikanischen Meisterschaften im Jahr 2013 gewann das Paar die Silbermedaille im Paarlauf, in den Jahren 2015, 2018 und 2020 gewannen sie die Goldmedaille. 2015 traten sie zum in der World Team Trophy an und gewannen mit ihrem Team, das neben ihnen aus Max Aaron, Jason Brown, Gracie Gold, Ashley Wagner und Madison Chock/Evan Bates bestand, die Goldmedaille.
Im Teamwettbewerb bei den Olympischen Winterspielen 2018 trugen Scimeca und Knierim durch einen vierten Platz im Kurzprogramm und einen vierten Platz in der Kür zur Bronzemedaille für das Team der Vereinigten Staaten bei. Beim olympischen Wettbewerb im Paarlauf qualifizierten sie sich für die Kür, im Gesamtergebnis erreichten sie Platz 15. Nach der Goldmedaille bei den US-amerikanischen Meisterschaften 2020 gab Chris Knierim sein Karriereende bekannt. Im März 2020 kündigte Scimeca Knierim an, ab der nächsten Saison zusammen mit Brandon Frazier in Wettbewerben anzutreten.
Bereits in ihrer ersten gemeinsamen Saison erhielten Scimeca Knierim und Frazier eine Goldmedaille bei Skate America und gewannen die US-amerikanischen Meisterschaften. Sie wurden Siebte bei den Weltmeisterschaften 2021. In der folgenden Saison belegten sie in der Grand-Prix-Serie einen vierten und einen dritten Platz. Für die US-Meisterschaften galten sie erneut als Favoriten, mussten aber aufgrund einer COVID-19-Erkrankung Fraziers ihre Teilnahme kurzfristig zurückziehen.
Als das am höchsten in der Weltrangliste stehende US-amerikanische Paar erhielten sie dennoch den Startplatz bei den Olympischen Winterspielen 2022 in Beijing. Sie traten dort im Teamwettbewerb an, wo sie im Kurzprogramm den 3., in der Kür den 5. Platz erreichten. Insgesamt belegte das US-amerikanische Team den zweiten Platz, wobei eine Medaillenverleihung erst stattfinden soll, wenn der Doping-Prozess um Kamila Valieva abgeschlossen ist. Valieva hat zur Goldmedaille des Russischen Olympischen Komitees beigetragen, weshalb eine mögliche nachträgliche Disqualifizierung Valievas den Medaillenspiegel verändern kann. Im individuellen Wettbewerb erreichten Scimeca Knierim und Frazier im Kurzprogramm den 6., in der Kür den 7. Platz, so dass sie in der Gesamtwertung auf Platz 6 lagen. Das Paar beendete die Saison mit einer neuen persönlichen Bestleistung von 221,09 Punkten und einer Goldmedaille bei den Weltmeisterschaften 2022 in Montpellier.
In der Grand-Prix-Serie 2022/23 gewannen Scimeca Knierim und Frazier Goldmedaillen in beiden Wettbewerben und qualifizierten sich so für das Grand-Prix-Finale in Turin, in dem sie mit nur gut einem Punkt Abstand hinter Riku Miura und Ryuichi Kihara die Silbermedaille gewannen. Bei den US-amerikanischen Meisterschaften gewannen sie erneut den Meistertitel.

## Ergebnisse
Zusammen mit Brandon Frazier im Paarlauf:
| Meisterschaft / Jahr             | 2021  | 2022  | 2023  |
| -------------------------------- | ----- | ----- | ----- |
| Olympische Winterspiele          |       | 6.    |       |
| Weltmeisterschaften              | 7.    | 1.    | 2.    |
| US-amerikanische Meisterschaften | 1.    | Z     | 1.    |
| Grand-Prix-Wettbewerb / Saison   | 20/21 | 21/22 | 22/23 |
| Grand-Prix-Finale                |       |       | 2.    |
| Internationaux de France         |       | 3.    |       |
| MK John Wilson Trophy            |       |       | 1.    |
| Skate America                    | 1.    | 4.    | 1.    |

Zusammen mit Chris Knierim im Paarlauf:
| Meisterschaft / Jahr             | 2013  | 2014  | 2015  | 2016  | 2017  | 2018  | 2019  | 2020  |
| -------------------------------- | ----- | ----- | ----- | ----- | ----- | ----- | ----- | ----- |
| Olympische Winterspiele          |       |       |       |       |       | 15.   |       |       |
| Weltmeisterschaften              | 9.    |       | 7.    | 9.    | 10.   | 15.   |       |       |
| Vier-Kontinente-Meisterschaften  |       | 3.    | 5.    | 2.    | 6.    |       |       |       |
| US-amerikanische Meisterschaften | 2.    | 4.    | 1.    | 2.    |       | 1.    | 7.    | 1.    |
| Teamwettbewerb / Jahr            | 2013  | 2014  | 2015  | 2016  | 2017  | 2018  | 2019  | 2020  |
| Olympische Winterspiele          |       |       |       |       |       | 3.    |       |       |
| World Team Trophy                |       |       | 1.    |       |       |       |       |       |
| Team Challenge Cup               |       |       |       | 1.    |       |       |       |       |
| Grand-Prix-Wettbewerb / Saison   | 12/13 | 13/14 | 14/15 | 15/16 | 16/17 | 17/18 | 18/19 | 19/20 |
| Grand-Prix-Finale                |       |       |       | 7.    |       |       |       |       |
| NHK Trophy                       | 4.    |       |       | 3.    |       | 5.    | 3.    | 7.    |
| Cup of China                     |       | 5.    |       |       |       |       |       |       |
| Cup of Russia                    |       | 6.    |       |       |       |       |       |       |
| Skate America                    |       |       | 4.    | 2.    |       | 5.    | 4.    |       |
| Trophée Eric Bompard             |       |       | 4.    |       |       |       |       |       |
| Skate Canada                     |       |       |       |       |       |       |       | 4.    |